# Хрисант Пловдивски
Хрисант Пловдивски (на гръцки: Χρύσανθος) е гръцки духовник, митрополит на Смирна, Крит и Пловдив.

## Биография
Роден е в 1796 или в 1799 година в Дафия на Лесбос. Учи в Айвалък. Замонашва се в Лимонския манастир на Лесбос.
През април 1834 година е избран за мирски епископ и назначен за викарий на Константинополската архиепископия и архиерейски наместник на махалата Ставродроми.
През юни 1840 година за кратко е митрополит на Смирна. Поради активната си дейност срещу униатското движения, предизвиква реакцията на чуждите сили, които настояват пред портата за уволнението му, което постигат през януари 1841 година, като Хрисант е заточен на Света гора. През декември 1843 година е избран за митрополит на Крит.
На 24 август 1850 година става митрополит на Пловдив. Хрисант заварва в Пловдив силно напрежение в православната общност, разделена на българска и гръцка партия, като в центъра на споровете е богослужебния език в църквите в града. Той изоставя дотогавашната компромисна политика на митрополията и, заемайки открито страната на гръцката партия – двуезичното или църковнославянско богослужение е премахнато от всички градски църкви, с изключение на „Света Петка“ – съдейства за изострянето на конфликта. В разгара на споровете водачите на българската партия Салчо Чомаков, Георгаки Чалъкоглу и Павел Куртович завеждат срещу Хрисант дело за клевета, което през септември 1857 година печелят в османския върховен съд.
Хрисант е принуден да се оттегли от пловдивската митрополия и отново става митрополит на Смирна през ноември 1857 година.
Хрисант умира на 4 септември 1869 година в Смирна.